# Фудбалска репрезентација Луксембурга
Фудбалска репрезентација Луксембурга је национални фудбалски тим Луксембурга под управом Фудбалског Савеза Луксембурга (ФЛФ).
Фудбалски савез Луксембурга је 1910. постао чланом Светске фудбалске организације ФИФА, а већ 29. октобра следеће године је одиграна прва међународна утакмица у Луксембург (граду). Први противник репрезентације Луксембурга је била репрезентација Француске од које је изгубила са 4:1.
Од тада репрезентација Луксембурга учествује у квалификацијама за сва светска и европска такмичења, али без већих успеха.
Једино велико такмичење на којем је учествовала репрезентација Луксембурга је фудбалски турнир на Олимпијским играма 1948. године у Лондону. Ту је репрезентација и постигла своју највећу победу против Авганистана од 6:0.
У својој готово стогодишњој историји најзначајнији резултат је постигнут у квалификацијама за Европско првенство у фудбалу 1996, када је победила репрезентацију Чехословачке са 1:0 поготово што је репрезентација Чехословачке касније на том првенству освојила друго место.
Од тог циклуса клалификација, Луксембург је чекао 12 година на следећу победу. Неугодну традицију прекинули су у фебруару 2007. када су победили репрезентацију Гамбије 2:1. Исте године у октобру остварили су и прву победу на службеним такмичењима коју су остварили на гостовању у Белорусији када су победили са 1:0 голом постигнутим у петом минуту судијске надокнаде. Стрелац је био Алфонс Левек (Alphonse Leweck).
Фудбалска репрезентација Луксембурга једна је од слабијих фудбалских репрезентација у Европи. На УЕФА ранг листи Луксембург заузима 37 место (децембар 2017) од 57 земаља чланице УЕФА, а на ФИФА ранг листи репрезентација заузима 83. место, од 211 репрезентација.
Репрезентација игра као домаћин на стадиону Жози Бартел (фр. Stade Josy Barthel) који може да прими 8.125 гладалаца. Боја дресова је црвена (код куће) и жута (у гостима).

## Успеси

### Светско првенство
| 1930   | Није учествовала      | Није учествовала      | Није учествовала      | Није учествовала      | Није учествовала      | Није учествовала      | Није учествовала      | Није учествовала      | Није учествовала | Није учествовала | Није учествовала | Није учествовала | Није учествовала | Није учествовала |
| 1934   | Није се квалификовала | Није се квалификовала | Није се квалификовала | Није се квалификовала | Није се квалификовала | Није се квалификовала | Није се квалификовала | Није се квалификовала | 2                | 0                | 0                | 2                | 2                | 15               |
| 1938   | Није се квалификовала | Није се квалификовала | Није се квалификовала | Није се квалификовала | Није се квалификовала | Није се квалификовала | Није се квалификовала | Није се квалификовала | 2                | 0                | 0                | 2                | 2                | 7                |
| 1950   | Није се квалификовала | Није се квалификовала | Није се квалификовала | Није се квалификовала | Није се квалификовала | Није се квалификовала | Није се квалификовала | Није се квалификовала | 2                | 0                | 0                | 2                | 4                | 8                |
| 1954   | Није се квалификовала | Није се квалификовала | Није се квалификовала | Није се квалификовала | Није се квалификовала | Није се квалификовала | Није се квалификовала | Није се квалификовала | 4                | 0                | 0                | 4                | 1                | 19               |
| 1958   | Није се квалификовала | Није се квалификовала | Није се квалификовала | Није се квалификовала | Није се квалификовала | Није се квалификовала | Није се квалификовала | Није се квалификовала | 4                | 0                | 0                | 4                | 3                | 19               |
| 1962   | Није се квалификовала | Није се квалификовала | Није се квалификовала | Није се квалификовала | Није се квалификовала | Није се квалификовала | Није се квалификовала | Није се квалификовала | 4                | 1                | 0                | 3                | 5                | 21               |
| 1966   | Није се квалификовала | Није се квалификовала | Није се квалификовала | Није се квалификовала | Није се квалификовала | Није се квалификовала | Није се квалификовала | Није се квалификовала | 6                | 0                | 0                | 6                | 6                | 20               |
| 1970   | Није се квалификовала | Није се квалификовала | Није се квалификовала | Није се квалификовала | Није се квалификовала | Није се квалификовала | Није се квалификовала | Није се квалификовала | 6                | 0                | 0                | 6                | 4                | 24               |
| 1974   | Није се квалификовала | Није се квалификовала | Није се квалификовала | Није се квалификовала | Није се квалификовала | Није се квалификовала | Није се квалификовала | Није се квалификовала | 6                | 1                | 0                | 5                | 2                | 14               |
| 1978   | Није се квалификовала | Није се квалификовала | Није се квалификовала | Није се квалификовала | Није се квалификовала | Није се квалификовала | Није се квалификовала | Није се квалификовала | 6                | 0                | 0                | 6                | 2                | 22               |
| 1982   | Није се квалификовала | Није се квалификовала | Није се квалификовала | Није се квалификовала | Није се квалификовала | Није се квалификовала | Није се квалификовала | Није се квалификовала | 8                | 0                | 0                | 8                | 1                | 23               |
| 1986   | Није се квалификовала | Није се квалификовала | Није се квалификовала | Није се квалификовала | Није се квалификовала | Није се квалификовала | Није се квалификовала | Није се квалификовала | 8                | 0                | 0                | 8                | 2                | 27               |
| 1990   | Није се квалификовала | Није се квалификовала | Није се квалификовала | Није се квалификовала | Није се квалификовала | Није се квалификовала | Није се квалификовала | Није се квалификовала | 8                | 0                | 1                | 7                | 3                | 22               |
| 1994   | Није се квалификовала | Није се квалификовала | Није се квалификовала | Није се квалификовала | Није се квалификовала | Није се квалификовала | Није се квалификовала | Није се квалификовала | 8                | 0                | 1                | 7                | 2                | 17               |
| 1998   | Није се квалификовала | Није се квалификовала | Није се квалификовала | Није се квалификовала | Није се квалификовала | Није се квалификовала | Није се квалификовала | Није се квалификовала | 8                | 0                | 0                | 8                | 2                | 22               |
| 2002   | Није се квалификовала | Није се квалификовала | Није се квалификовала | Није се квалификовала | Није се квалификовала | Није се квалификовала | Није се квалификовала | Није се квалификовала | 10               | 0                | 0                | 10               | 4                | 28               |
| 2006   | Није се квалификовала | Није се квалификовала | Није се квалификовала | Није се квалификовала | Није се квалификовала | Није се квалификовала | Није се квалификовала | Није се квалификовала | 12               | 0                | 0                | 12               | 5                | 48               |
| 2010   | Није се квалификовала | Није се квалификовала | Није се квалификовала | Није се квалификовала | Није се квалификовала | Није се квалификовала | Није се квалификовала | Није се квалификовала | 10               | 1                | 2                | 7                | 4                | 25               |
| 2014   | Није се квалификовала | Није се квалификовала | Није се квалификовала | Није се квалификовала | Није се квалификовала | Није се квалификовала | Није се квалификовала | Није се квалификовала | 10               | 1                | 3                | 6                | 7                | 26               |
| 2018   | Није се квалификовала | Није се квалификовала | Није се квалификовала | Није се квалификовала | Није се квалификовала | Није се квалификовала | Није се квалификовала | Није се квалификовала | 10               | 1                | 3                | 6                | 8                | 26               |
| 2022   | Није се квалификовала | Није се квалификовала | Није се квалификовала | Није се квалификовала | Није се квалификовала | Није се квалификовала | Није се квалификовала | Није се квалификовала | 8                | 3                | 0                | 5                | 8                | 18               |
| Укупно | —                     | 0/22                  | —                     | —                     | —                     | —                     | —                     | —                     | 142              | 8                | 10               | 124              | 78               | 451              |

### Европско првенство
| Европско првенство | Европско првенство    | Европско првенство    | Европско првенство    | Европско првенство    | Европско првенство    | Европско првенство    | Европско првенство    | Европско првенство    |                     | Квалификације за Европско првенство | Квалификације за Европско првенство | Квалификације за Европско првенство | Квалификације за Европско првенство | Квалификације за Европско првенство | Квалификације за Европско првенство |
| Година             | Коло                  | Позиција              | Од.                   | П                     | Н                     | И                     | ГД                    | ГП                    | Од.                 | П                                   | Н                                   | И                                   | ГД                                  | ГП                                  |                                     |
| ------------------ | --------------------- | --------------------- | --------------------- | --------------------- | --------------------- | --------------------- | --------------------- | --------------------- | ------------------- | ----------------------------------- | ----------------------------------- | ----------------------------------- | ----------------------------------- | ----------------------------------- | ----------------------------------- |
| 1960               | Није учествовала      | Није учествовала      | Није учествовала      | Није учествовала      | Није учествовала      | Није учествовала      | Није учествовала      | Није учествовала      | Одбила да учествује | Одбила да учествује                 | Одбила да учествује                 | Одбила да учествује                 | Одбила да учествује                 | Одбила да учествује                 |                                     |
| 1964               | Није се квалификовала | Није се квалификовала | Није се квалификовала | Није се квалификовала | Није се квалификовала | Није се квалификовала | Није се квалификовала | Није се квалификовала | 5                   | 1                                   | 3                                   | 1                                   | 8                                   | 8                                   |                                     |
| 1968               | Није се квалификовала | Није се квалификовала | Није се квалификовала | Није се квалификовала | Није се квалификовала | Није се квалификовала | Није се квалификовала | Није се квалификовала | 6                   | 0                                   | 1                                   | 5                                   | 1                                   | 18                                  |                                     |
| 1972               | Није се квалификовала | Није се квалификовала | Није се квалификовала | Није се квалификовала | Није се квалификовала | Није се квалификовала | Није се квалификовала | Није се квалификовала | 6                   | 0                                   | 1                                   | 5                                   | 1                                   | 23                                  |                                     |
| 1976               | Није се квалификовала | Није се квалификовала | Није се квалификовала | Није се квалификовала | Није се квалификовала | Није се квалификовала | Није се квалификовала | Није се квалификовала | 6                   | 0                                   | 0                                   | 6                                   | 7                                   | 28                                  |                                     |
| 1980               | Није се квалификовала | Није се квалификовала | Није се квалификовала | Није се квалификовала | Није се квалификовала | Није се квалификовала | Није се квалификовала | Није се квалификовала | 6                   | 0                                   | 1                                   | 5                                   | 2                                   | 17                                  |                                     |
| 1984               | Није се квалификовала | Није се квалификовала | Није се квалификовала | Није се квалификовала | Није се квалификовала | Није се квалификовала | Није се квалификовала | Није се квалификовала | 8                   | 0                                   | 0                                   | 8                                   | 5                                   | 36                                  |                                     |
| 1988               | Није се квалификовала | Није се квалификовала | Није се квалификовала | Није се квалификовала | Није се квалификовала | Није се квалификовала | Није се квалификовала | Није се квалификовала | 8                   | 0                                   | 1                                   | 7                                   | 2                                   | 23                                  |                                     |
| 1992               | Није се квалификовала | Није се квалификовала | Није се квалификовала | Није се квалификовала | Није се квалификовала | Није се квалификовала | Није се квалификовала | Није се квалификовала | 6                   | 0                                   | 0                                   | 6                                   | 2                                   | 14                                  |                                     |
| 1996               | Није се квалификовала | Није се квалификовала | Није се квалификовала | Није се квалификовала | Није се квалификовала | Није се квалификовала | Није се квалификовала | Није се квалификовала | 10                  | 3                                   | 1                                   | 6                                   | 3                                   | 21                                  |                                     |
| 2000               | Није се квалификовала | Није се квалификовала | Није се квалификовала | Није се квалификовала | Није се квалификовала | Није се квалификовала | Није се квалификовала | Није се квалификовала | 8                   | 0                                   | 0                                   | 8                                   | 2                                   | 23                                  |                                     |
| 2004               | Није се квалификовала | Није се квалификовала | Није се квалификовала | Није се квалификовала | Није се квалификовала | Није се квалификовала | Није се квалификовала | Није се квалификовала | 8                   | 0                                   | 0                                   | 8                                   | 0                                   | 21                                  |                                     |
| 2008               | Није се квалификовала | Није се квалификовала | Није се квалификовала | Није се квалификовала | Није се квалификовала | Није се квалификовала | Није се квалификовала | Није се квалификовала | 12                  | 1                                   | 0                                   | 11                                  | 2                                   | 23                                  |                                     |
| 2012               | Није се квалификовала | Није се квалификовала | Није се квалификовала | Није се квалификовала | Није се квалификовала | Није се квалификовала | Није се квалификовала | Није се квалификовала | 10                  | 1                                   | 1                                   | 8                                   | 3                                   | 21                                  |                                     |
| 2016               | Није се квалификовала | Није се квалификовала | Није се квалификовала | Није се квалификовала | Није се квалификовала | Није се квалификовала | Није се квалификовала | Није се квалификовала | 10                  | 1                                   | 1                                   | 8                                   | 6                                   | 27                                  |                                     |
| 2020               | Није се квалификовала | Није се квалификовала | Није се квалификовала | Није се квалификовала | Није се квалификовала | Није се квалификовала | Није се квалификовала | Није се квалификовала | 8                   | 1                                   | 1                                   | 6                                   | 7                                   | 16                                  |                                     |
| 2024               | Није се квалификовала | Није се квалификовала | Није се квалификовала | Није се квалификовала | Није се квалификовала | Није се квалификовала | Није се квалификовала | Није се квалификовала | 11                  | 5                                   | 2                                   | 4                                   | 13                                  | 21                                  |                                     |
| Укупно             | —                     | 0/17                  | —                     | —                     | —                     | —                     | —                     | —                     | 128                 | 13                                  | 13                                  | 102                                 | 64                                  | 340                                 |                                     |

### Лига нација
| Рекорди у УЕФА Лиги нација | Рекорди у УЕФА Лиги нација | Рекорди у УЕФА Лиги нација | Рекорди у УЕФА Лиги нација | Рекорди у УЕФА Лиги нација | Рекорди у УЕФА Лиги нација | Рекорди у УЕФА Лиги нација | Рекорди у УЕФА Лиги нација | Рекорди у УЕФА Лиги нација | Рекорди у УЕФА Лиги нација | Рекорди у УЕФА Лиги нација |
| Сезона                     | Лига                       | Група                      | ИГ                         | П                          | Н                          | И                          | ГД                         | ГП                         | П/И                        | Поз.                       |
| -------------------------- | -------------------------- | -------------------------- | -------------------------- | -------------------------- | -------------------------- | -------------------------- | -------------------------- | -------------------------- | -------------------------- | -------------------------- |
| 2018/19.                   | Д                          | 2                          | 6                          | 3                          | 1                          | 2                          | 11                         | 4                          | Раст                       | 44.                        |
| 2020/21.                   | Ц                          | 1                          | 6                          | 3                          | 1                          | 2                          | 7                          | 5                          | Same position              | 39.                        |
| 2022/23.                   | Ц                          | 1                          | 6                          | 3                          | 2                          | 1                          | 9                          | 7                          | Same position              | 37.                        |
| Укупно                     | Укупно                     | Укупно                     | 18                         | 9                          | 4                          | 5                          | 27                         | 16                         |                            |                            |

## Рекорди играча
Ажурирано 18. новембра 2018. после меча против Молдавије
| #   | Играч           | Утакмица | Каријера  |
| --- | --------------- | -------- | --------- |
| 1.  | Марио Муч       | 100      | 2005—     |
| 2.  | Џеф Страсер     | 98       | 1993—2010 |
| 3.  | Рене Петерс     | 93       | 2000—2013 |
| 4.  | Данијел Да Мота | 92       | 2007—     |
| 5.  | Џонатан Жубер   | 90       | 2006—2017 |
| 6.  | Ерик Хофман     | 89       | 2002—2014 |
| 7.  | Карло Вајс      | 87       | 1978—1998 |
| 8.  | Орелијен Жоаким | 78       | 2005—     |
| 9.  | Франсоа Контер  | 77       | 1955—1969 |
| 10. | Роби Лангерс    | 73       | 1980—1998 |
| 10. | Бен Пајал       | 73       | 2006—2016 |

| #  | Играч           | Голова | Каријера  |
| -- | --------------- | ------ | --------- |
| 1. | Леон Март       | 16     | 1933—1945 |
| 2. | Гистав Кемп     | 15     | 1938—1945 |
| 2. | Орелијен Жоаким | 15     | 2005—     |
| 4. | Камиј Либар     | 14     | 1938—1947 |
| 5. | Николас Кетел   | 13     | 1946—1959 |
| 6. | Франсоа Милер   | 12     | 1949—1954 |
| 7. | Леон Леч        | 11     | 1947—1963 |
| 8. | Жилбер Дисије   | 9      | 1971—1978 |

Играчи чија су имена подебљана су још увек активни.

## Тренери репрезентације
- Луј Пило (1978—1984)
- Пол Филип (1985—2001)
- Алан Симонсен (2001—2004)
- Гиј Елер (2004—2010)
- Лик Холц (2010—данас)

## Познатији играчи
- Мануел Кардони (Manuel Cardoni) (1993—2004) 69/51
- Франсоа Контер (François Konter) (1955—1969) 77/4
- Гиј Хелер (Guy Hellers) (1982—1997) 55/2
- Роби Лангер (Roby Langers]] (1980—1998) 73/8
- Леон Март (Léon Marts) (1933—1946) 24/16
- Луи Пилот (Louis Pilot) (1959—1971) 49/7
- Џеф Страсер (Jeff Strasser) (1993. – ) 70/5
- Карло Вајс (Carlo Weis) (1978—1998) 87/1

1 Број наступа и број голова за репрезентацију

## Мечеви репрезентација Луксембурга иЈугославије/Србије
|     | Датум              | Противник   | Резултат    | Стрелци                                                                              | Стадион                         | Гладалаца | Врста |
| --- | ------------------ | ----------- | ----------- | ------------------------------------------------------------------------------------ | ------------------------------- | --------- | ----- |
| 1.  | 31. јули 1948      | Југославија | 1 : 6 (0:1) | Шамел 10‘; Станковић 57‘ Михајловић 61‘ Чајковски 65‘, 70‘ Митић 74‘ Бобек 87‘       | Крејвен котиџ, Лондон           | 7.000     | ОИ    |
| 2.  | 20. септембар 1964 | Југославије | 1 : 3 (0:2) | Ковачевић 14‘, Јерковић 24‘, Галић 87‘, Еди Шмит 70‘                                 | Стадион ЈНА, Београд            | 35.000    | КСП   |
| 3.  | 19. септембар 1965 | Југославија | 2 : 5 (1:4) | Галић 3‘, 11‘; Џајић 37‘, 59‘ Мушовић 42‘ ; Луис Пилот 39‘ 50‘                       | Градски стадион, Луксембург     | 12.000    | КСП   |
| 4.  | 14. октобар 1970   | Југославија | 0 : 2 (0:1) | Букал 44‘ 65‘                                                                        | Градски стадион, Луксембург     | 7.000     | КЕП   |
| 5.  | 12. октобар 1971   | Југославија | 0 : 0       | -                                                                                    | Стадион под Горицом, Титоград   | 10.000    | КЕП   |
| 6.  | 10. септембар 1980 | Југославије | 0 : 5 (0:0) | Сушић 50‘, Вујовић 64‘, 80‘, Петровић 70‘, Буљан 39‘                                 | Градски стадион, Луксембург     | 3.000     | КСП   |
| 7.  | 21. новембар 1981  | Југославија | 0 : 5 (0:2) | Халилхоџић 1‘, 45‘; Шурјак 68‘ Пашић 72‘,Вујовић 76‘                                 | Стадион Војводине, Нови Сад     | 20.000    | КСП   |
| 8.  | 27. март 1985      | Југославија | 0 : 1 (0:1) | Гудељ 36‘                                                                            | Стадион Билино поље, Зеница     | 30.000    | КСП   |
| 9.  | 1. мај 1985        | Југославија | 0 : 1 (0:0) | Вокри 88‘                                                                            | Градски стадион, Луксембург     | 6.000     | КСП   |
| 10. | 3. септембар 2000  | Југославија | 0 : 2 (0:2) | Милошевић 4‘, Јокановић 25‘                                                          | Стадион Жози Бартел, Луксембург | 3.305     | КСП   |
| 11. | 6. октобар 2001    | Југославија | 2 : 6 (1:1) | Јокановић 19‘; Мијатовић 25‘; Кежман 61‘, 71‘Милошевић 62‘, 68‘ Петер 38; Марсел 52‘ | Стадион Партизана, Београд      | 5.000     | КСП   |
| 12. | 10. септембар 2019 | Србија      | 1 : 3 (0:1) | Турпел 66‘ Митровић 36‘, 78‘; Радоњић 55‘                                            | Стадион Жози Бартел, Луксембург | 6.373     | КЕП   |
| 13. | 14. новембар 2019  | Србија      | 2 : 3 (0:2) | Родригез 54‘, Турпел 75‘ Митровић 11‘, 43‘; Радоњић 70‘                              | Стадион Рајко Митић, Београд    | 1.560     | КЕП   |

Укупни биланс
| Поз. | Репрезентација | Од. | П | Н | И  | ГД | ГП | ГР  |
| ---- | -------------- | --- | - | - | -- | -- | -- | --- |
| 1    | Југославија    | 9   | 0 | 1 | 8  | 4  | 28 | -24 |
| 2    | Југославија    | 2   | 0 | 0 | 2  | 2  | 8  | -6  |
| 2    | Србија         | 2   | 0 | 0 | 2  | 3  | 6  | -3  |
|      | Укупно         | 13  | 0 | 1 | 12 | 9  | 42 | -33 |